# ورزشگاه شهر بارسلوش
ورزشگاه شهر بارسلوش (به پرتغالی: Estádio Cidade de Barcelos) ورزشگاهی چندمنظوره در بارسلوش کشور پرتغال است. این ورزشگاه در حال حاضر بیشتر برای بازی‌های فوتبال استفاده می‌شود و محل برگزاری بازی‌های خانگی تیم لیگ برتری ژیل ویسنته است.
ظرفیت ورزشگاه ۱۲٬۵۰۴ نفر است و در سال ۲۰۰۴ تأسیس و در ۳۰ آن سال مه افتتاح شده است.
در بازی افتتاحیه ژیل ویسنته با نتیجه ۲–۱ مغلوب ناسیونال از اروگوئه شد. این ورزشگاه جایگزین ورزشگاه آدلینو ریبیرو نوو شد که از زمان تأسیس آن در دهه ۱۹۲۰ تا ۲۰۰۴ محل بازی‌های خانگی ژیل ویسنته بود. این ورزشگاه در رده C یوفا است که امکان برگزاری بازی‌های اروپایی و بین‌المللی را در آن فراهم می‌کند.
دو بازی از رقابت‌های جام ملت‌های اروپا زیر ۲۱ سال در سال ۲۰۰۶ مابین دو تیم صربستان و مونته‌نگرو و آلمان و میان دو تیم پرتغال و صربستان و مونته‌نگرو در این ورزشگاه برگزار شد.

## تیم ملی فوتبال پرتغال
| #  | تاریخ        | نیجه | رقیب   | رقابت   |
| -- | ------------ | ---- | ------ | ------- |
| ۱. | ۲۶ مارس ۲۰۰۵ | ۴–۱  | کانادا | دوستانه |